# 팔랑카라야

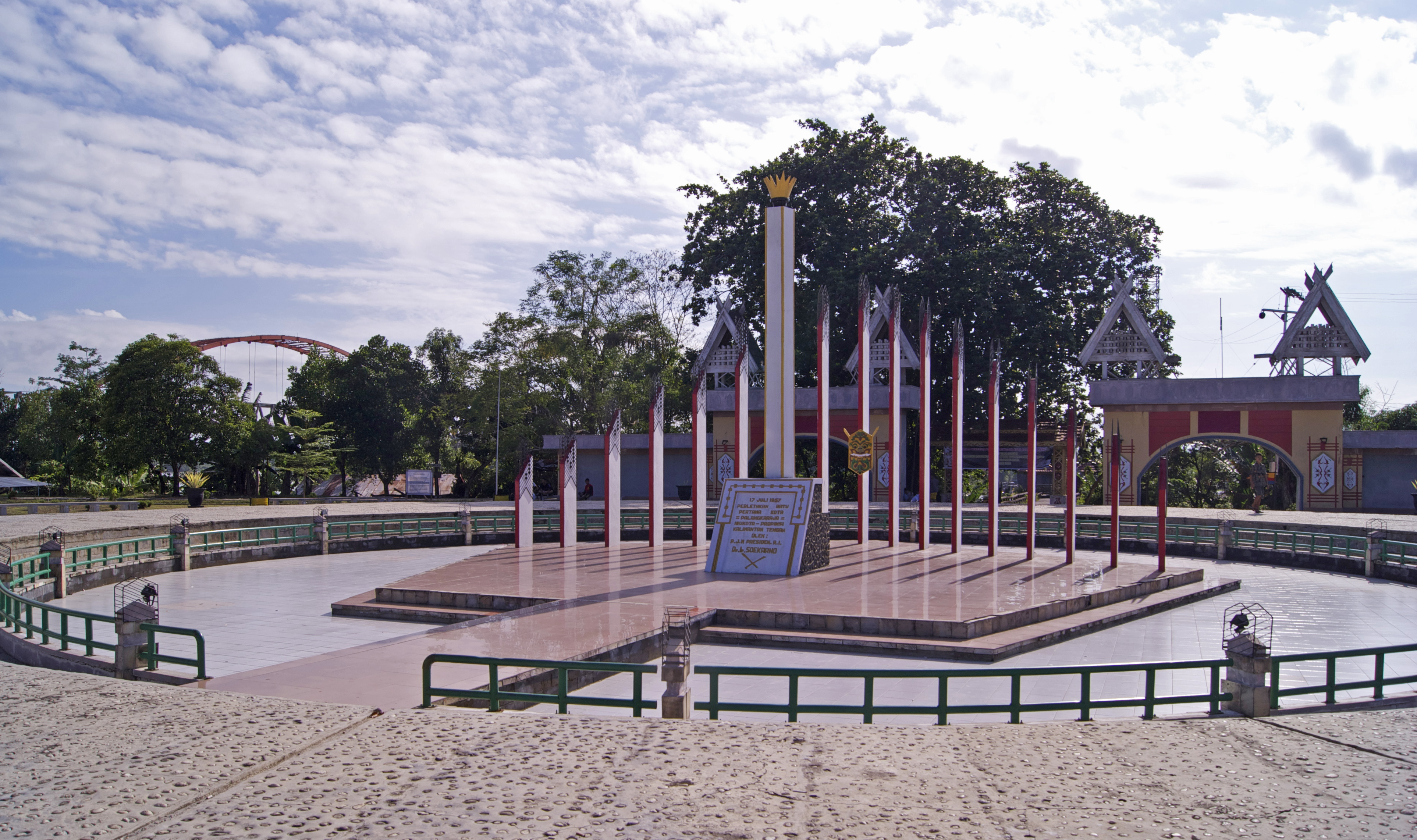

팔랑카라야(인도네시아어: Palangka Raya)는 인도네시아 중앙칼리만탄주의 주도로, 인구는 170,761명(2005년 기준)이다. 무슬림이 다수를 차지하며 그 다음으로는 기독교 신자와 다야크족 인구가 많다.
인도네시아의 초대 대통령을 지낸 수카르노가 자카르타를 대신할 인도네시아의 새 수도로 삼았던 곳이기도 하다.
조코 위도도 인도네시아 대통령은 2019년 4월 29일 오후 각료회의에서 수도 이전 계획을 승인했다. 수도 자카르타의 인구가 과밀한 데다 지구온난화 등으로 연례적으로 침수 피해를 겪어와 사회적 손실이 크다고 판단했기 때문이다. 인도네시아 정부는 총 330억달러(38조4000억원)의 예산을 들여 수도를 옮길 계획이다. 새 수도 후보지로는 자카르타에서 동북쪽으로 900km쯤 떨어진 보르네오섬의 팔랑카라야 시가 거론되고 있다.
인도네시아의 수도 이전 예정지로 보르네오섬 인도네시아령 칼리만탄이 낙점됐다. 밤방 브로조느고로 인도네시아 국가개발기획부 장관은 30일(현지시간) "칼리만탄에 행정수도를 건설하기로 조코 위도도(일명 조코위) 대통령이 결정했다"고 밝혔다고 자카르타포스트 등이 2019년 7월 31일 보도했다.
밤방 장관은 "새로운 수도는 칼리만탄이 될 것이며, (정확한) 지역은 나중에 발표될 것"이라고 덧붙였다.
인도네시아 정부는 신행정수도 건설 1단계에서는 인구 150만명을 수용한다는 계획이며, 이 중에는 20만명의 공무원과 2만5천여명의 경찰과 군 병력이 포함된다. 신행정수도 건설비용은 대략 330억 달러(40조원)로 추산된다.

## 기후
| Palangka Raya의 기후     | Palangka Raya의 기후 | Palangka Raya의 기후 | Palangka Raya의 기후 | Palangka Raya의 기후 | Palangka Raya의 기후 | Palangka Raya의 기후 | Palangka Raya의 기후 | Palangka Raya의 기후 | Palangka Raya의 기후 | Palangka Raya의 기후 | Palangka Raya의 기후 | Palangka Raya의 기후 | Palangka Raya의 기후 |
| 월                       | 1월                  | 2월                  | 3월                  | 4월                  | 5월                  | 6월                  | 7월                  | 8월                  | 9월                  | 10월                 | 11월                 | 12월                 | 연간                 |
| ------------------------ | -------------------- | -------------------- | -------------------- | -------------------- | -------------------- | -------------------- | -------------------- | -------------------- | -------------------- | -------------------- | -------------------- | -------------------- | -------------------- |
| 일평균 최고 기온 °C (°F) | 29.3 (84.7)          | 30.0 (86.0)          | 30.3 (86.5)          | 30.9 (87.6)          | 31.0 (87.8)          | 30.7 (87.3)          | 31.1 (88.0)          | 31.7 (89.1)          | 31.9 (89.4)          | 31.5 (88.7)          | 30.8 (87.4)          | 30.1 (86.2)          | 30.8 (87.4)          |
| 일일 평균 기온 °C (°F)   | 25.7 (78.3)          | 26.3 (79.3)          | 26.5 (79.7)          | 26.9 (80.4)          | 27.0 (80.6)          | 26.5 (79.7)          | 26.7 (80.1)          | 27.1 (80.8)          | 27.2 (81.0)          | 26.9 (80.4)          | 26.7 (80.1)          | 26.4 (79.5)          | 26.7 (80.0)          |
| 일평균 최저 기온 °C (°F) | 22.2 (72.0)          | 22.6 (72.7)          | 22.7 (72.9)          | 22.9 (73.2)          | 23.0 (73.4)          | 22.4 (72.3)          | 22.3 (72.1)          | 22.5 (72.5)          | 22.6 (72.7)          | 22.4 (72.3)          | 22.6 (72.7)          | 22.7 (72.9)          | 22.6 (72.6)          |
| 평균 강수량 mm (인치)    | 269 (10.6)           | 268 (10.6)           | 295 (11.6)           | 272 (10.7)           | 256 (10.1)           | 156 (6.1)            | 126 (5.0)            | 125 (4.9)            | 152 (6.0)            | 166 (6.5)            | 242 (9.5)            | 271 (10.7)           | 2,598 (102.3)        |
| 출처:                    |                      |                      |                      |                      |                      |                      |                      |                      |                      |                      |                      |                      |                      |